# Ландшафт елементарний
Ландша́фт елемента́рний (рос. ландша́фт элемента́рный, англ. eleméntary lándscape, нім. elementare Landschaft f)
1. Найменший природно-територіальний комплекс, який відповідає географічній фації (або підфації), а при наявності біотичного компонента — біогеоценозу.
2. У геохімії ландшафт відповідає морфологічній фації або її частині, яка належить до системи єдиного ряду елементарних геохімічних ландшафтів.

У залежності від основного режиму міграції речовини розрізняють
- елювіальні,
- транзитні
- акумулятивні елементарні ландшафти.